# Maximilian Bilger
Maximilian Bilger (* 13. März 1996) ist ein deutscher Schauspieler.

## Leben
Bekannt wurde er durch die von der ARD produzierten Serie Tiere bis unters Dach. Seine Rolle „Luka“ wird seit dem Jahr 2012 von Nachwuchsschauspieler Wenzel Voß gespielt. Bilger studiert Kunst und Geschichte auf Lehramt in Dresden.

## Filmografie
- 2010: Tiere bis unters Dach